# Iconografia di Gesù

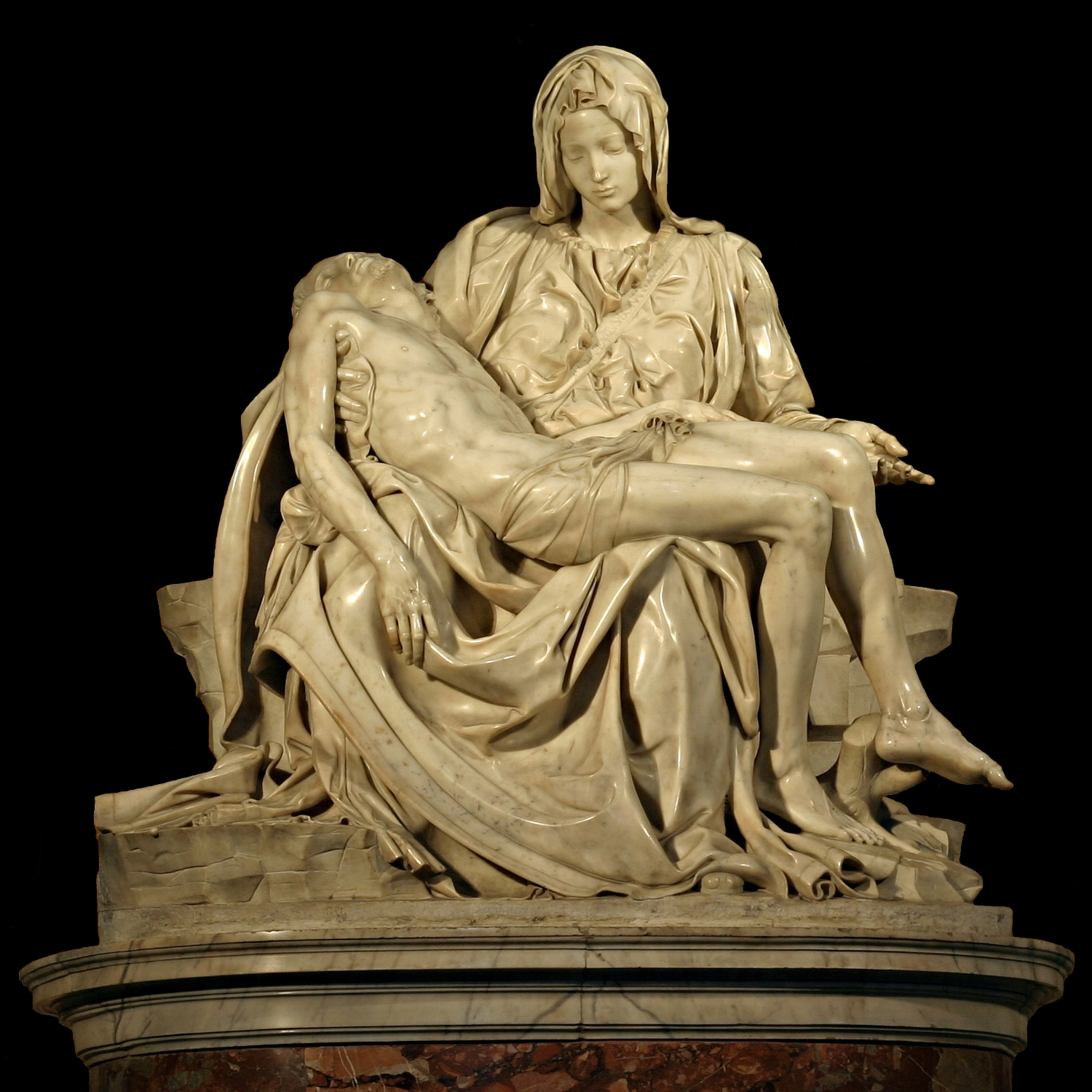
La Pietà di Michelangelo Buonarroti

L'iconografia di Gesù, cioè il modo di rappresentare la figura di Cristo nell'arte sacra, ha raggiunto una forma stabile e ben definita dopo i primi secoli del Cristianesimo.

## Storia

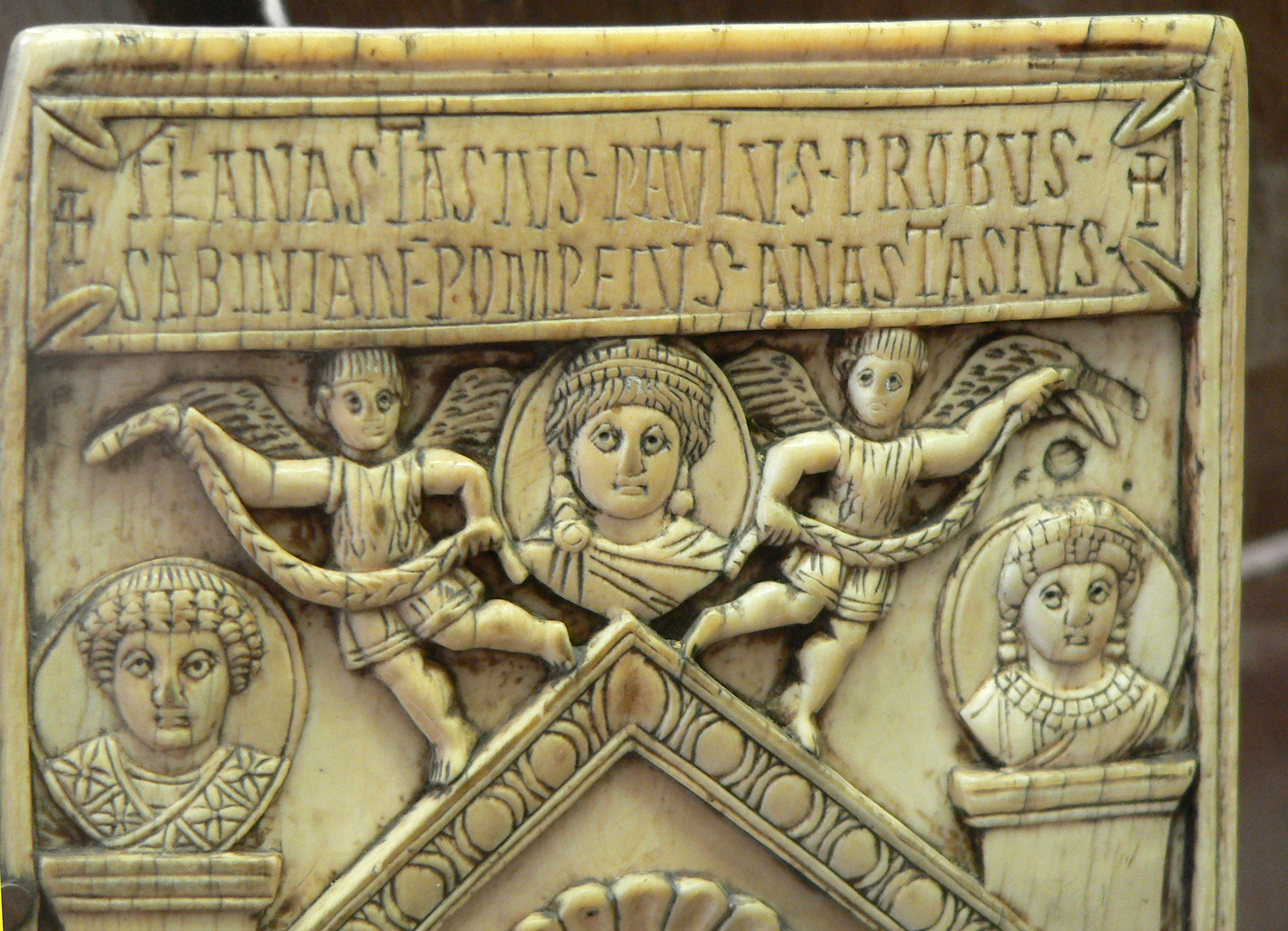
Imago clipeata di Gesù, raffigurato con gli attributi di un imperatore(dal dittico consolare di Sabiniano, 517, Cabinet des Médailles, Parigi)

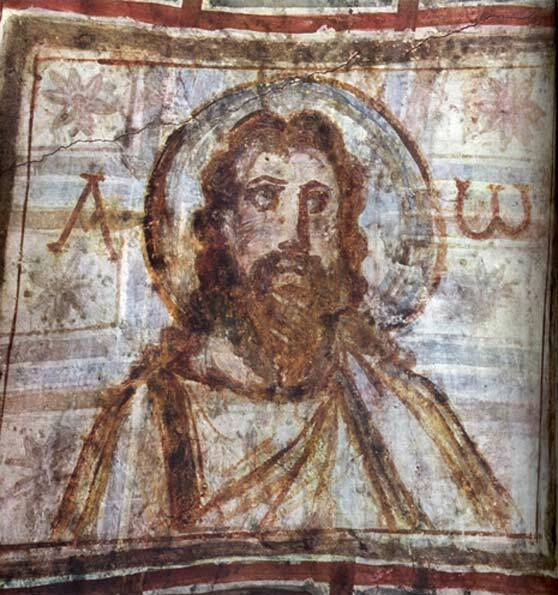
Cristo barbuto, immagine del IV secolo dipinta nelle catacombe di Commodilla

### Le più antiche raffigurazioni cristiane
I Vangeli e gli altri scritti del Nuovo Testamento non descrivono l'aspetto fisico di Gesù: per gli ebrei la raffigurazione di Dio era proibita, sotto pena di castigo. Per i pagani le immagini di divinità erano adorate come divinità esse stesse.
Ma col passare del tempo si è sentito necessario avere una raffigurazione del Cristo.
Dal II al IV secolo le testimonianze scritte lo descrivono in maniera contrastante. In particolare nel III secolo Gesù viene ritratto in ambienti gnostici e sincretisti assieme ad altri filosofi.
Nei primi secoli del cristianesimo non si hanno rappresentazioni dirette di Gesù, ma piuttosto simboli o immagini allegoriche, come il pesce (il cui nome greco ichthys è l'acronimo delle parole: Gesù Cristo Figlio di Dio Salvatore), il Buon Pastore con al collo una pecorella, il Basileus, il Maestro o lo stesso Orfeo derivato dalla tradizione classica .
Con la progressiva secolarizzazione del culto cristiano (nuova religione dell'impero) si diffondono rappresentazioni dirette di Gesù.
Alcuni Padri, soprattutto quelli greci, dichiararono che l'immagine di Gesù doveva essere brutta, poiché in Isaia il Figlio dell'Uomo è un vile servo. Il Salmista diceva invece (45,2) che era bello, di aspetto più bello di tutti i figli degli uomini. Ma la sua bellezza doveva essere divina, e non umana. Dunque san Giustino negò a Gesù di avere un bell'aspetto. Clemente Alessandrino lo descrive con un viso deforme. Eusebio di Cesarea lo dipinge deforme di corpo. Per i padri latini invece egli era bello e piacevole.
Nel periodo tardo antico, con la secolarizzazione del culto cristiano e il distacco dalla tradizione ebraica, si diffondono rappresentazioni dirette di Gesù, raffigurato come giovane imberbe fino al VI secolo; entro il IV secolo compare anche il Gesù barbuto e con i capelli lunghi, che diventerà la sua raffigurazione canonica. Le due rappresentazioni coesistono fino al VI secolo (ad es. miniature dell'Evangeliario siriaco di Rãbulã, Firenze, Laurenziana; mosaici di S. Apollinare Nuovo a Ravenna).
Successivamente il Gesù imberbe scompare dall'oriente mentre appare ancora talvolta nell'arte carolingia e romanica. L'affermarsi dell'immagine barbuta venne influenzata dall'affermarsi di immagini ritenute autentiche, come il Mandylion di Edessa/Costantinopoli, che alcuni identificano con la Sindone, o come l'Acheropita di Roma documentata dall'VIII secolo. In età bizantina l'iconografia di Gesù viene codificata rigorosamente, anche a seguito della disputa sull'iconoclastia.
Da allora in poi Gesù adulto viene costantemente raffigurato con i capelli lunghi e la barba (un'eccezione degna di nota è il Giudizio universale di Michelangelo nella Cappella Sistina).
Se al principio ci furono problemi etici sulla rappresentazione del volto di Cristo, più tardi prevalsero le esigenze estetiche dei vari popoli, nei quali Gesù venne rappresentato con caratteri etnici variabili.

### L'età bizantina

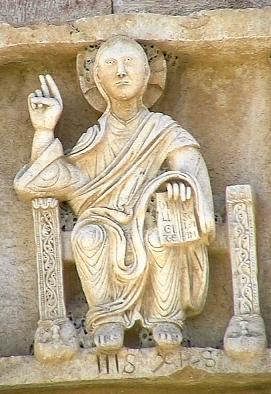
Cristo sul trono, particolare del portale della Chiesa di San Tommaso Apostolo, Caramanico Terme.

L'età bizantina vede la fissazione dell'iconografia cristiana: nell'Alto Medioevo la tradizione bizantina avrà una fortissima autorità anche in Occidente. La principale raffigurazione bizantina di Gesù è quella del Cristo Pantocratore, cioè "sovrano di tutto", che lo mostra in abiti regali e atteggiamento maestoso e severo.
Un'altra raffigurazione è la cosiddetta imago pietatis, che raffigura Gesù morto in posizione eretta, visibile dalla vita in su fuori dal sepolcro, gli occhi chiusi e le mani incrociate sul ventre. La somiglianza di questa singolare posizione con quella della Sindone ha portato alcuni a supporre che questa raffigurazione sia stata direttamente ispirata da essa, il che ne rafforzerebbe l'identificazione col Mandylion, ma anche la possibilità che l'immagine della sindone sia ispirata proprio a queste raffigurazioni.
Tra l'VIII e il IX secolo si diffonde in Oriente la dottrina iconoclasta, i cui sostenitori affermano che non è lecito raffigurare Cristo. Tale posizione viene infine respinta come eretica: il II Concilio di Nicea (787) afferma che "si possono e si debbono esporre le immagini dipinte, a mosaico o simili, del nostro Signore e Dio". Nel frattempo, però, molte immagini sacre sono state distrutte. La disputa sull'iconoclastia ha come effetto anche quello di portare a una rigida codificazione della pittura di icone e su parete.

### Tardo Medioevo e Rinascimento

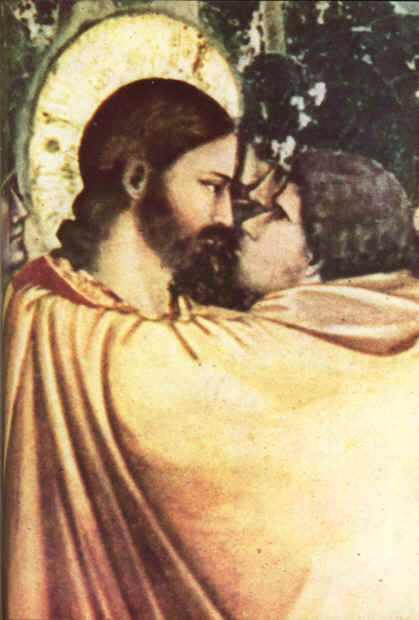
Il Bacio di Giuda, Giotto

A partire da Giotto l'iconografia occidentale inizia a distaccarsi dai canoni di quella orientale, in direzione soprattutto di un maggiore realismo (anche con la scoperta della prospettiva) e dinamismo, in contrasto con la staticità delle figure bizantine. Giorgio Vasari afferma che Giotto "tradusse la pittura dal greco al latino".[Non Vasari, ma Cennino Cennini, Libro dell'Arte, inizio XV s.]
Ma la più forte rottura fra Oriente e Occidente ha luogo nel Rinascimento. In quest'epoca la figura di Gesù si laicizza e diventa il prototipo dell'uomo perfetto. Tale visione ha il suo massimo esponente in Michelangelo, che però si concentrò anche sulla rappresentazione di Cristo morto nelle pietà. Da notare che il mezzo espressivo prediletto era la scultura su marmo, cioè una forma d'arte non tradizionale per la figurazione cristiana, più legata alla pittura.
Le rappresentazioni di Gesù più diffuse nell'ambito della Riforma protestante hanno di solito un carattere didascalico, mentre prevalgono in ambito cattolico, dopo il concilio di Trento, le rappresentazioni classicheggianti e patetiche al tempo stesso. Grande fortuna avranno ad esempio le raffigurazioni di Guido Reni di Cristo coronato di spine. Del resto, l'iconografia della Crocifissione è, per mole della produzione e qualità, argomento che merita una trattazione separata.

## Aspetto fisico di Gesù

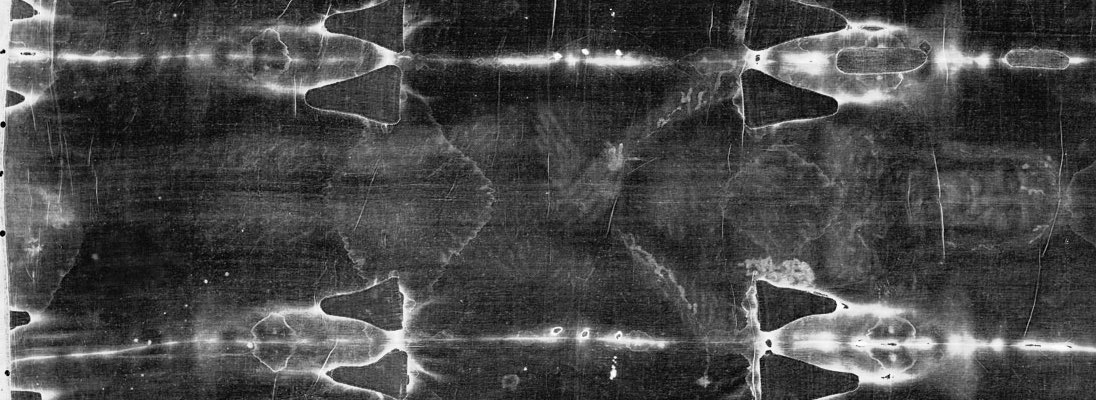
La presunta immagine di Gesù sulla Sindone di Torino (negativo fotografico).

Non si conosce con certezza l'aspetto fisico di Gesù. Né i Vangeli, né gli altri scritti del Nuovo Testamento, né altri documenti d'epoca lo descrivono, neppure sommariamente. Solo nella lettera di Publio Lentulo (supposto predecessore di Ponzio Pilato) vi è una descrizione del suo profilo fisico, ma tale lettera è generalmente ritenuta un falso medievale.
Secondo quanti ritengono che la Sindone di Torino sia l'autentico lenzuolo funebre di Gesù, il suo aspetto sarebbe fedelmente riportato nella particolareggiata immagine umana impressa sul telo: essa ci mostra un uomo muscoloso, di statura medio-alta, con i capelli lunghi e la barba. Questa è anche l'immagine con cui Gesù viene tradizionalmente rappresentato.
Alcuni studiosi sostengono tuttavia che, in base alle usanze ebraiche dell'epoca, Gesù non poteva portare i capelli lunghi. A supporto di questa tesi si cita un passo di san Paolo (Prima Lettera ai Corinzi 11,7-16) che definisce "indecoroso" lasciarsi crescere i capelli. Inoltre, poiché Giuda lo baciò per farlo riconoscere, si presume che Gesù fosse una persona come tante altre, senza caratteristiche fisiche di spicco. D'altra parte, si deve tener conto della tradizione del nazireato, in cui si faceva voto di lasciarsi crescere i capelli, e delle usanze ebraiche relative al comandamento che ingiungeva: "Non taglierete in tondo i capelli ai lati del capo, né spunterai gli orli della tua barba." (Levitico 19:27). Da notare comunque che la tradizione dei "capelli lunghi" viene tuttora osservata con l'uso dei "payot" da parte di alcuni uomini e ragazzi delle comunità religiose ebraiche ortodosse, secondo la succitata interpretazione dell'ingiunzione biblica contro la rasatura degli "angoli" (in tondo) della propria testa.

## Canoni di raffigurazione

### Gesù adulto
La raffigurazione canonica di Gesù adulto lo mostra . I capelli sono sciolti o legati a coda di cavallo. In genere indossa una veste lunga fino ai piedi (la "tunica senza cuciture" citata in Giovanni 19,23-24) e a volte un mantello; fanno eccezione le raffigurazioni del suo battesimo e dei diversi momenti della Passione (flagellazione, crocifissione, deposizione, ma non il trasporto della croce, per il quale egli si rivestì: vedi Matteo 27,31, Marco 15,20), in cui è spogliato, con solo uno straccio che gli copre i fianchi, e quelle della Resurrezione, in cui è di solito avvolto in un lenzuolo bianco drappeggiato in modo da lasciare visibile la piaga del costato. Propria di Gesù inoltre è l'aureola nella quale è inscritta una croce.
Anche 1 Corinzi 11:14 fornisce un'indicazione circa la capigliatura dell'uomo e della donna raccomandata alle prime comunità cristiane.

### Gesù bambino
Sono frequenti nell'arte sacra anche le rappresentazioni di Gesù bambino; è diffusissima soprattutto la figura della Madonna col Bambino. In genere è raffigurato neonato avvolto in fasce (vedi Luca 2,7;2,12), oppure in età di due-tre anni in piedi o seduto sulle ginocchia di Maria, o ancora durante l'allattamento (Madonna del latte). L'immagine chiamata Gesù Bambino di Praga invece lo ritrae in piedi e vestito con abiti regali. Anche alcuni santi, in particolare san Giuseppe e sant'Antonio di Padova, sono di solito raffigurati con Gesù bambino in braccio.

### Raffigurazioni particolari

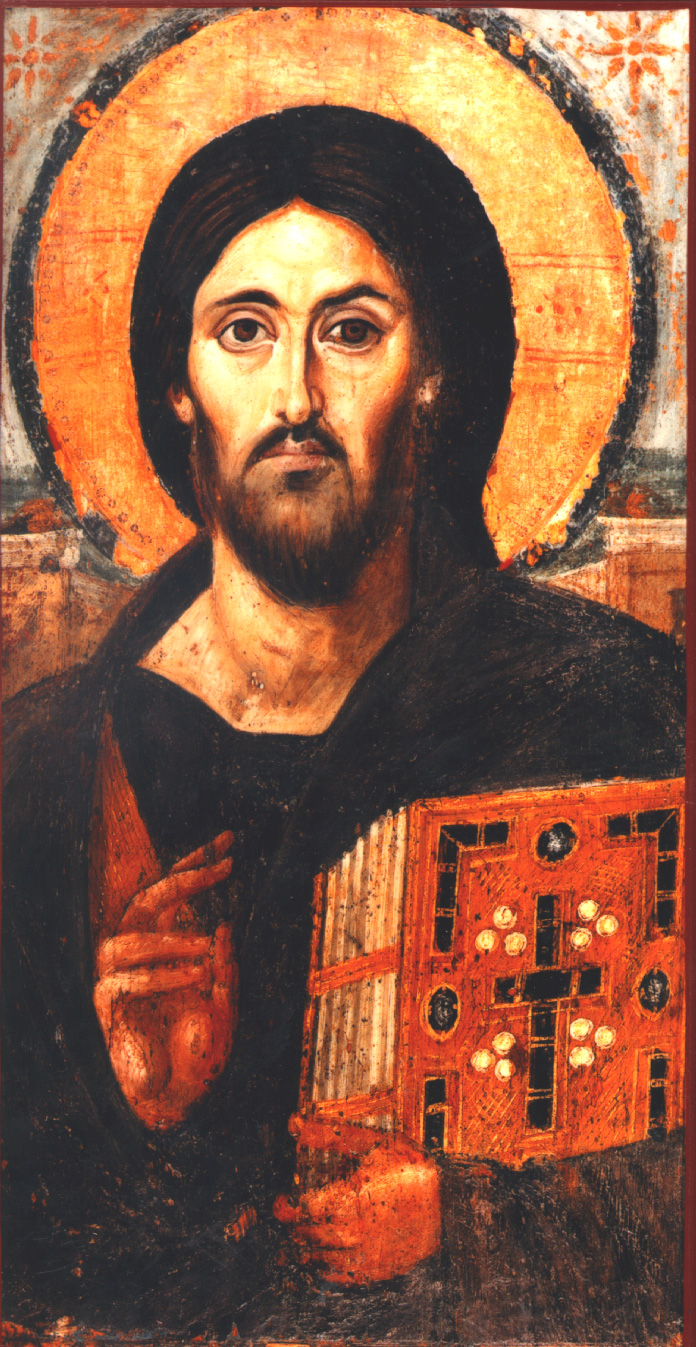
Icona del Cristo Pantocratore

Tra i vari momenti della vita di Gesù, i più rappresentati sono la Crocefissione, la Resurrezione e la deposizione dalla croce: quest'ultima si esprime nelle forme della Pietà (Gesù morto tra le braccia di Maria) e del Compianto sul Cristo morto.
Altre raffigurazioni dell'arte occidentale sono quella del "Sacro Cuore", dove il Cuore di Gesù è visibile sul petto, e quella della Divina Misericordia, in cui due fasci di luce, uno rosso e uno bianco, si irradiano dal petto di Gesù a simboleggiare il Sangue e l'acqua fluiti dal Suo costato (cfr. Giovanni 19,34).
Nell'arte orientale, invece, la raffigurazione più frequente è quella del Cristo Pantocratore ("signore di tutte le cose"), che lo ritrae seduto in trono con vesti regali. Questa immagine compare soprattutto nelle icone e nei mosaici che ornano le chiese.

### Il presepe
Il presepe è la ricostruzione scenografica della natività di Cristo. Vi appaiono vari personaggi, tra i quali irrinunciabili sono Gesù bambino nella mangiatoia, Maria, Giuseppe, l'asino e il bue, collocati entro una capanna. Soprattutto a Napoli vi è un'importante tradizione presepistica che risale almeno al Settecento.

### Vita di Cristo
La vita di Cristo è un ciclo di narrazioni dell'arte cristiana che comprende una serie di soggetti iconografici diversi i quali descrivono la vita di Gesù sulla Terra. Si distinguono dai molti altri soggetti nell'arte che mostrano la vita eterna di Cristo, come il Cristo in maestà, il Cristo Pantocratore e anche molti tipi di ritratti o soggetti devozionali privi di elemento narrativo.

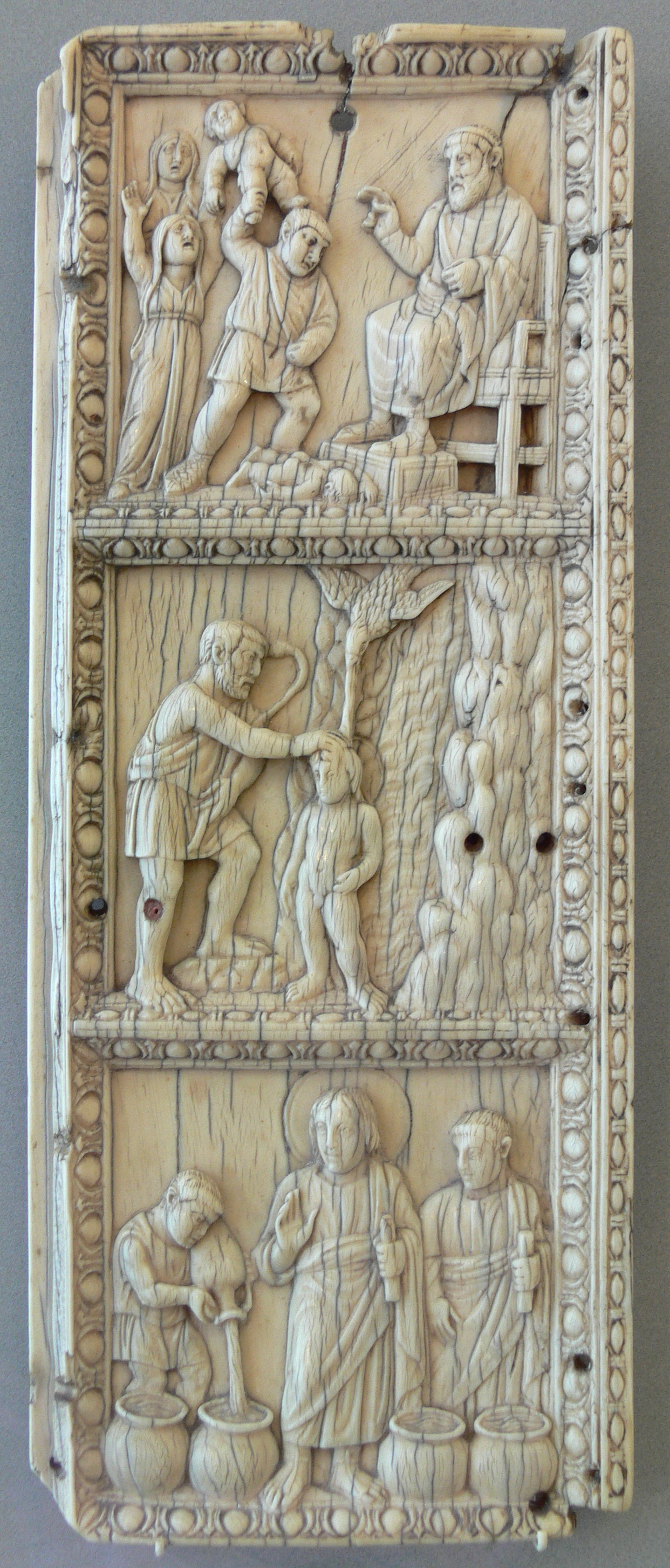
Pannello in avorio con Strage degli Innocenti, Battesimo di Cristo e Nozze di Cana (I terzo del V secolo).

Sono spesso raggruppati in serie o cicli di opere in una varietà di supporti, che spaziano dalle illustrazioni di libri ai grandi cicli di pitture murali. La maggior parte dei soggetti che formano i cicli narrativi sono stati anche soggetti di singole opere, sebbene con frequenza molto variabile. Intorno al 1000, la scelta delle scene per il resto del Medioevo divenne in gran parte costante nelle Chiese occidentali e orientali e si basava principalmente sulle più importanti feste del calendario liturgico.
I soggetti più comuni erano raggruppati attorno alla nascita e all'infanzia di Gesù e alla Passione di Cristo, che aprì alla sua Crocifissione e Resurrezione. Molti cicli coprivano solo uno di questi gruppi, mentre altri combinavano la Vita della Vergine con quella di Gesù. I soggetti che mostrano la vita di Gesù durante il suo ministero pubblico, prima dei giorni della Passione, erano relativamente pochi nell'arte medievale, per una serie di motivi. A partire dal Rinascimento, e nell'arte protestante, il numero dei soggetti aumentò considerevolmente, ma i cicli nella pittura divennero più rari, anche se rimasero comuni nelle stampe e soprattutto nelle illustrazioni dei libri.

#### Scene più comuni

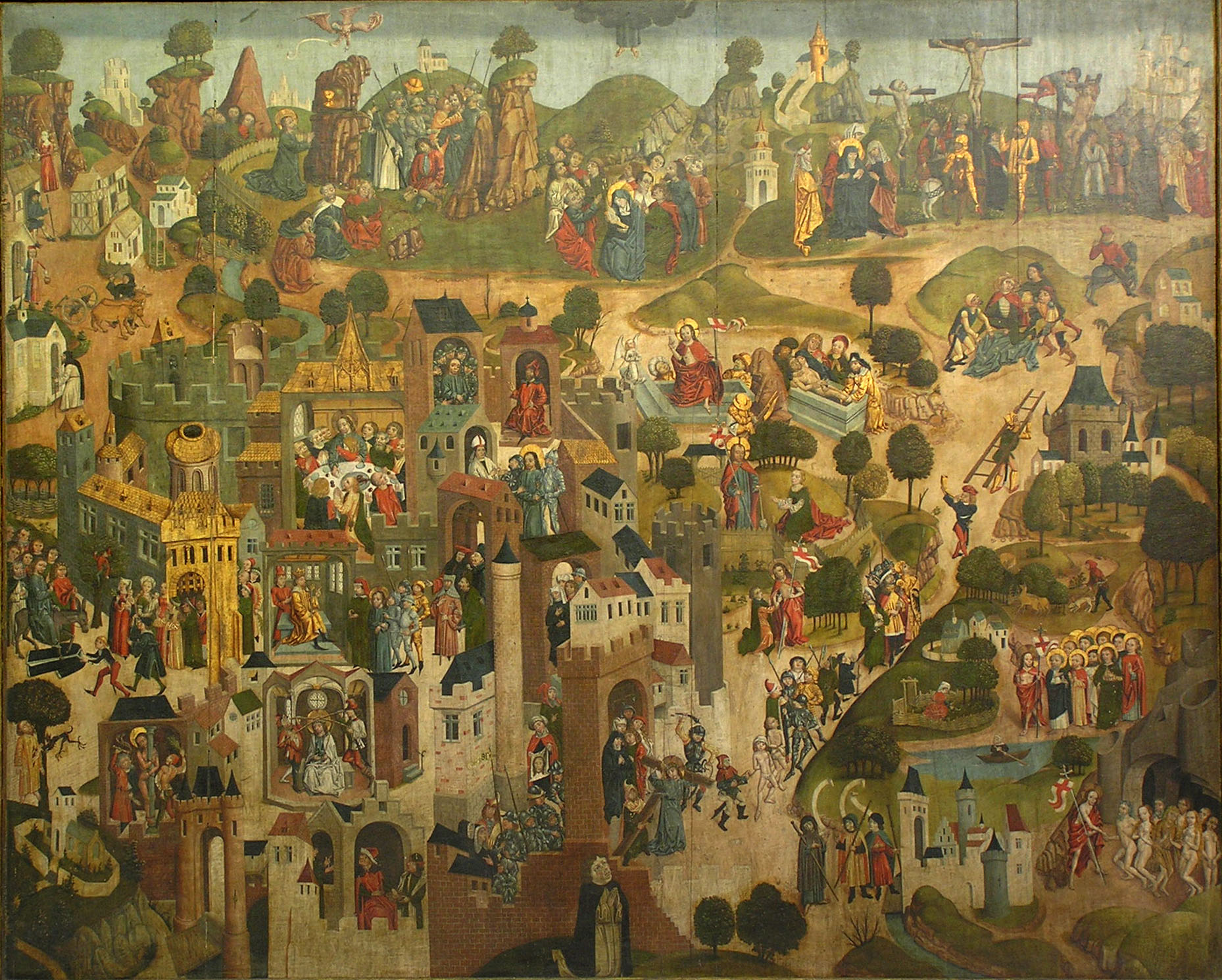
La Passione mostrata in una serie di piccole scene, c. 1490, dall'Ingresso a Gerusalemme attraverso la Porta Aurea (in basso a sinistra) all'Ascensione (al centro in alto)

Le scene principali trovate nell'arte durante il Medioevo sono:

##### Nascita e infanzia
- Annunciazione
- Natività di Gesù nell'arte
- Adorazione dei Magi (tre re)
- Circoncisione di Cristo
- Presentazione al Tempio
- Fuga in Egitto o la Strage degli Innocenti. Più tardi a volte il Riposo durante la Fuga in Egitto.
- Ritrovamento di Gesù al Tempio, l'ultimo episodio dell'infanzia di Gesù nei Vangeli canonici.

##### Periodo della missione
- Battesimo di Gesù

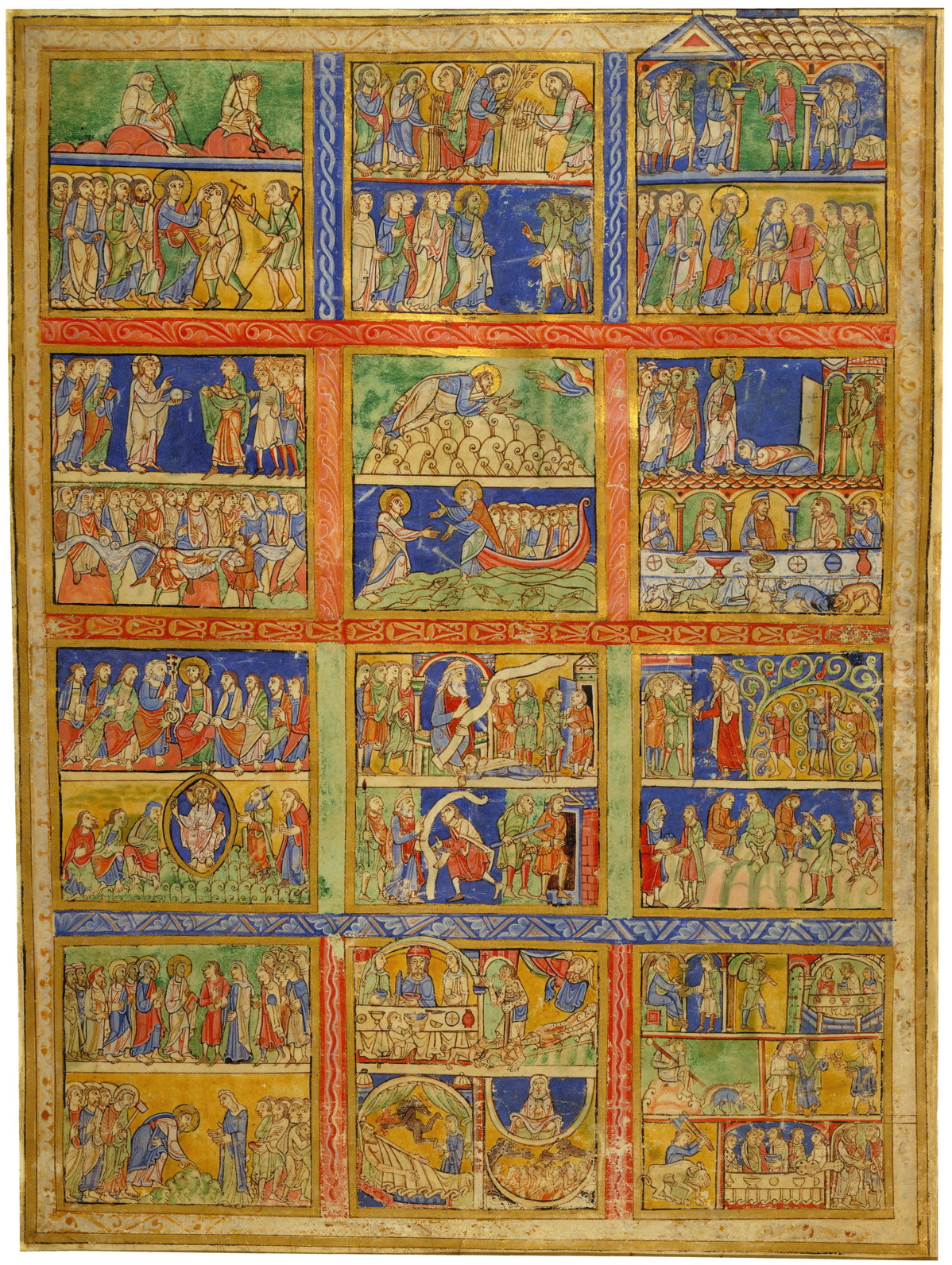
Salterio di Eadwine, foglio Morgan M.521 (recto); miracoli misti e parabole di Gesù. L'ultimo riquadro mostra la parabola del figliol prodigo in 8 scene; il penultimo quella di Lazzaro e del ricco epulone, in quattro..

- Pesca miracolosa, più frequente nelle Vite degli apostoli.
- Tentazione di Cristo, spesso divisa nelle sue tre parti.
- Nozze di Cana, il primo miracolo registrato nei Vangeli, e l'unico a cui la Vergine Maria era presente.
- La Samaritana al pozzo di Giacobbe, occasionalmente raffigurata.
- Trasfigurazione di Gesù, molto più comune nella Chiesa orientale che in quella occidentale.
- Resurrezione di Lazzaro.

##### Passione di Cristo
- Cristo che si congeda da sua Madre, uno sviluppo tardo medievale, non basato su alcun episodio evangelico.
- Domenica delle Palme, ingresso di Cristo a Gerusalemme.
- Gesù e i cambiavalute, molto più diffuso come soggetto unico dal Rinascimento in poi.
- Ultima cena e Lavanda dei piedi.
- Agonia nell'orto del Getsemani.
- Tradimento di Cristo e arresto di Gesù.
- Rinnegamento di Pietro, se inclusa, di solito l'unica scena della Passione a non includere Cristo.
- Processo di Gesù davanti al Sinedrio.
- Cristo davanti a Ponzio Pilato.
- Flagellazione di Cristo.
- L'incoronazione di spine.
- Ecce homo.
- Salita al Calvario.
- Crocifissione di Gesù, spesso suddivisa in più scene, tra cui l'inchiodatura alla croce, l'innalzamento della croce, la trafittura del costato di Gesù con la sacra lancia.
- Deposizione dalla Croce (Deposizione di Cristo).
- Compianto di Cristo.
- Epitaphion, o "Unzione di Cristo".
- Sepoltura di Cristo.
- Discesa di Cristo agli inferi, presente nel Credo apostolico.

##### Dalla Resurrezione all'Ascensione
- Resurrezione di Gesù, che non era rappresentata direttamente nel I millennio. Erano invece rappresentate le Tre Marie o i portatori di mirra che trovano una tomba vuota, o le tre scene successive.
- Noli me tangere
- Incontro o Cena di Emmaus.
- L'Incredulità di Tommaso
- Ascensione di Gesù nell'arte cristiana.

#### Insieme di 12 scene dell'arte bizantina
Nell'arte bizantina veniva spesso raffigurato un gruppo fisso di dodici scene. Queste sono talvolta descritte come le "dodici grandi feste", sebbene tre di esse non appartengano più alle dodici grandi festività della Chiesa ortodossa orientale nell'età moderna. Nessuno dei due gruppi include Pasqua/Resurrezione, che possedevano uno status superiore unico. I gruppi raffigurati nell'arte sono: Annunciazione, Natività, Presentazione, Battesimo, Resurrezione di Lazzaro, Trasfigurazione, Ingresso in Gerusalemme, Crocifissione di Gesù, Discesa agli Inferi, Ascensione, Pentecoste, Dormizione della Theotokos (Morte della Vergine).

#### Scelta delle scene

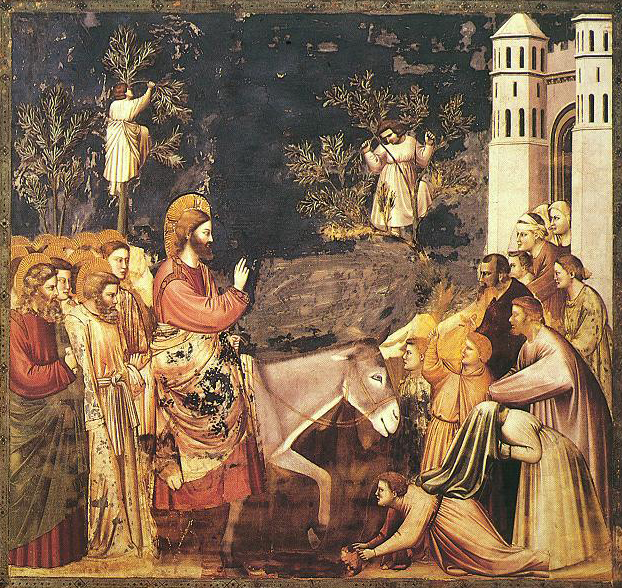
Ingresso a Gerusalemme, Giotto, Cappella degli Scrovegni, c. 1266.

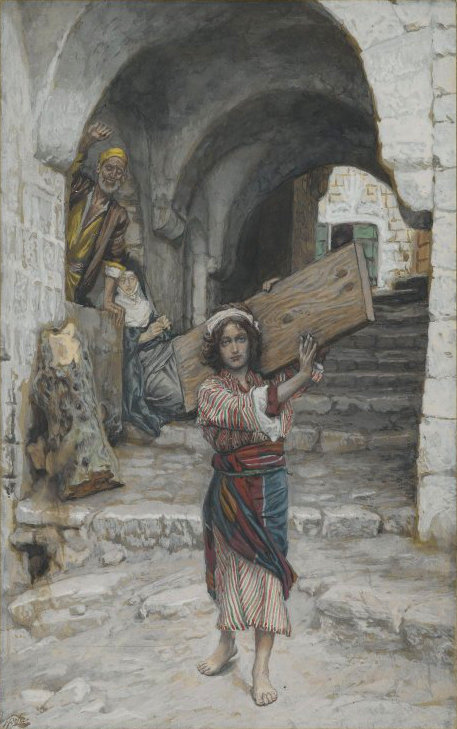
Scena atipica da un grande ciclo ottocentesco di James Tissot.

Dopo il periodo paleocristiano, la selezione delle scene da illustrare fu dettata dalle feste della Chiesa e dagli eventi menzionati nel Credo niceno, che erano poste in risalto dalle opere di scrittori devoti. Di questi, la Vita Christi ("Vita di Cristo") di Ludolfo di Sassonia e le Meditazioni sulla vita di Cristo furono due dei testi più popolari dal XIV secolo in poi. Specialmente nelle chiese minori, il dramma liturgico esercitò la propria influenza. Senza dubbio si tendevano a preferire le scene facilmente riconoscibili. Anche le pratiche devozionali come le stazioni della Via Crucis ebbero il loro peso.
I miracoli di Cristo ebbero scarsa risonanza nell'arte. Nell'arte bizantina nomi o titoli scritti erano comunemente inclusi sullo sfondo delle scene artistiche; questo era molto meno frequente nell'Occidente altomedievale, probabilmente anche perché pochi profani sarebbero stati in grado di leggerli e comprendere il latino. Le difficoltà che ciò poteva causare sono esemplificate nelle 12 piccole scene narrative del Vangelo di Luca dei Vangeli di Sant'Agostino, miniati nel VI secolo: circa un secolo dopo la creazione del libro, un monaco aggiunse le didascalie alle immagini, fatto che già potrebbe aver indotto a identificazioni errate delle scene. Fu in questo periodo che le scene di miracoli, che erano spesso state prominenti nell'arte paleocristiana, divennero un tema molto più raro nell'arte della Chiesa occidentale.
Purtuttavia, alcuni miracoli paradigmatici continuarono ad essere rappresentati, in particolare le Nozze di Cana e la Resurrezione di Lazzaro, che erano entrambi facilmente riconoscibili come immagini, essendo Lazzaro di norma mostrato avvolto strettamente in un sudario bianco, ma in piedi. Era più probabile che i dipinti negli ospedali mostrassero scene di guarigioni miracolose. Un'eccezione è la Basilica di San Marco a Venezia, che presentava un ciclo di mosaici del XII secolo, originariamente relativo a 29 scene dei miracoli (ora 27), probabilmente derivate da un evangeliario greco.
Le scene originarie dei Vangeli apocrifi, che rimangono una costante della rappresentazione della Vita della Vergine, sono meno frequenti nelle Vite di Cristo, anche se sono tollerati alcuni dettagli minori, come i ragazzi che si arrampicano sugli alberi in occasione dell'Ingresso a Gerusalemme. La Discesa agli Inferi non fu menzionata da nessuno dei quattro evangelisti, ma fu un soggetto approvato dalla Chiesa; il Compianto di Cristo, di nuovo non descritto nei Vangeli, si pensava fosse implicito nei resoconti degli episodi. L'arte vernacolare era meno sorvegliata dal clero e opere come alcune piastrelle medievali della cittadina inglese di Tring potevano mostrare fantasiose leggende apocrife che non sono quasi mai apparse nell'arte sacra o che andarono distrutte in un secondo momento.
Nel periodo gotico, la selezione delle scene era standardizzata in grado massimo. Il famoso studio di Emile Mâle sull'arte delle cattedrali francesi del XIII secolo analizzò molti cicli e discusse la mancanza di enfasi sulla "vita pubblica [che] è liquidata in quattro scene, il Battesimo, le Nozze di Cana, la Tentazione e la Trasfigurazione, che peraltro è raro trovare tutte insieme".

#### Cicli

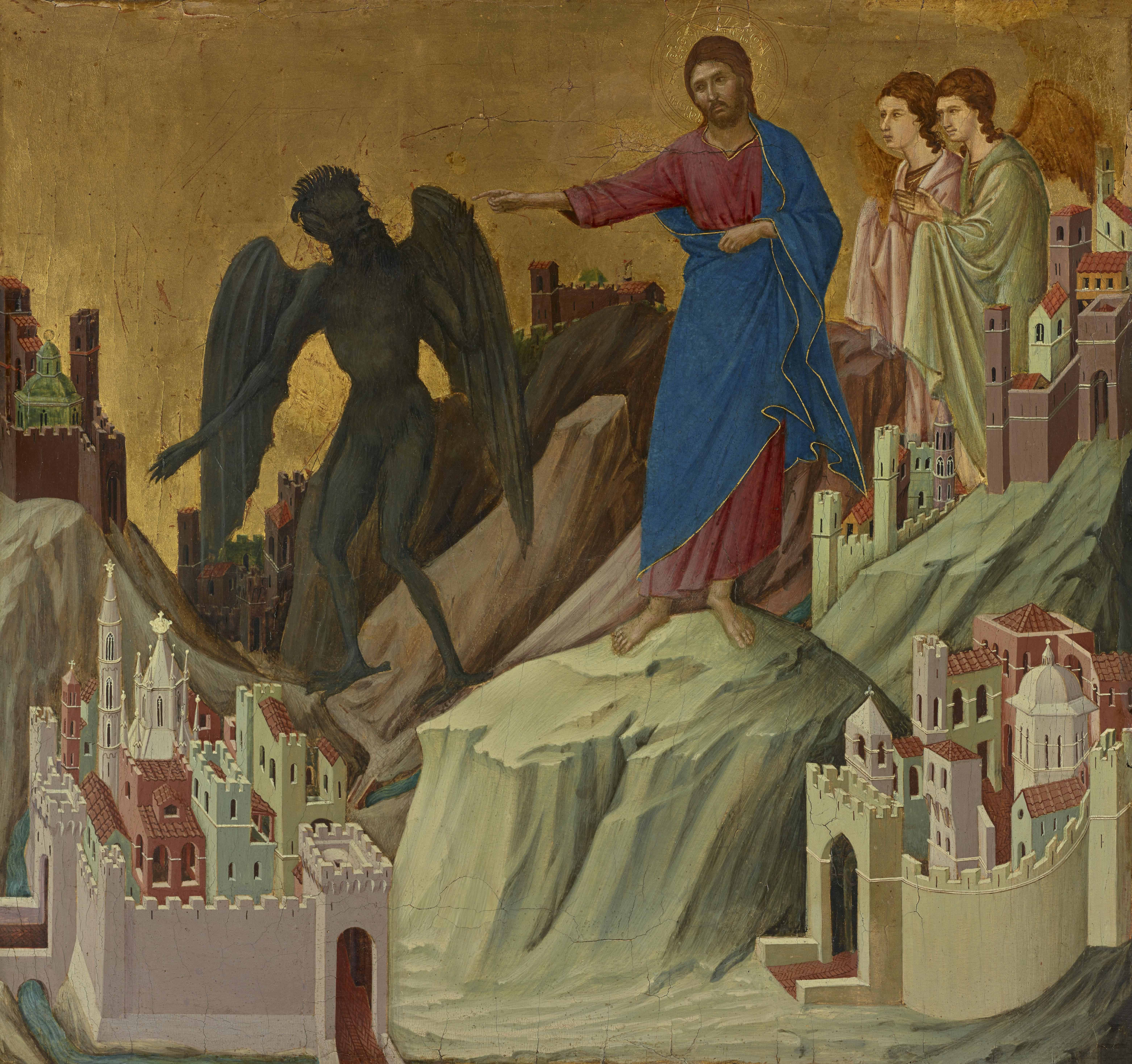
La tentazione del monte (Duccio, Maestà, 1308-1311)

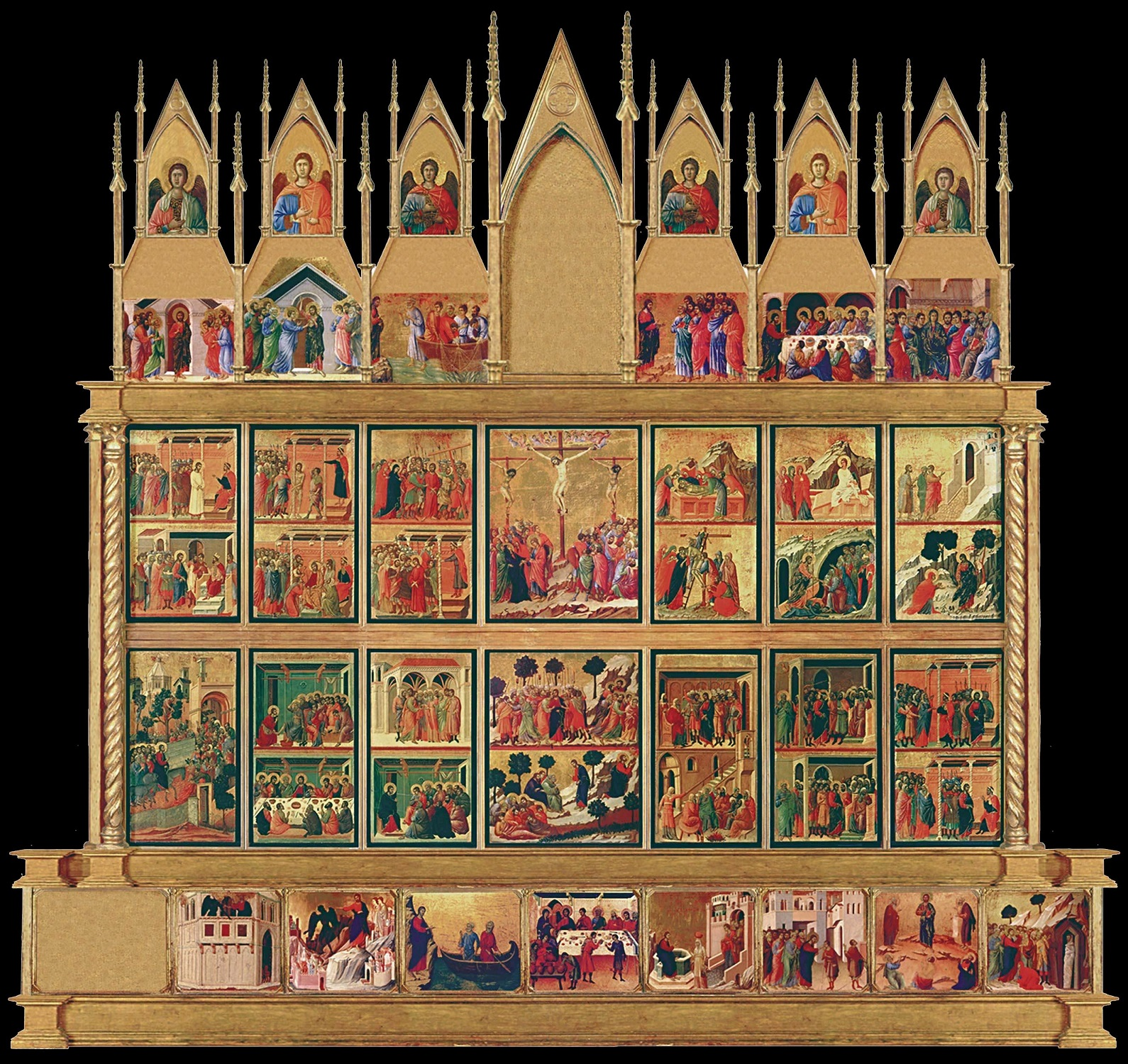
Il retro della Maestà di Duccio. La sezione centrale presenta la sequenza della Passione, che inizia con l'ingresso a Gerusalemme (in basso a sinistra) e termina con Noli me tangere, in alto a destra, 2ª riga. In basso le Opere, in alto le scene post-Resurrezione. Le scene della nascita e dell'infanzia sono sul fronte, come parte di una Vita della Vergine.

L'arte paleocristiana contiene una serie di scene narrative raccolte nei sarcofagi e nei dipinti delle catacombe di Roma. I miracoli sono molto spesso presenti, ma la Crocifissione è assente fino al V secolo, quando ebbe origine in Palestina, presto seguita dalla Natività in gran parte della forma che si vede ancora oggi nelle icone ortodosse. L'Adorazione dei Magi e il Battesimo si trovano spesso in epoche antecedenti il V secolo, ma la scelta delle scene è molto variabile.
Gli unici cicli monumentali tardoantichi sopravvissuti sono mosaici: Santa Maria Maggiore a Roma ha un ciclo del 432-430 sulla nascita e l'infanzia di Cristo insieme ad altre scene della Vita della Vergine,  cui è consacrata chiesa. Sant'Apollinare Nuovo a Ravenna presenta cicli su pareti opposte delle Opere e della Passione di Cristo risalenti all'inizio del VI secolo. La Passione si distingue per non contenere ancora, tra le sue tredici scene, una Crocifissione; le Opere includono otto miracoli nelle sue tredici scene. Nessuna di queste caratteristiche si diffuse nell'arte successiva, sebbene fossero rinvenibili in oggetti più piccoli coevi, come cofanetti intagliati e un medaglione pendente d'oro della fine del VI secolo.
Per il resto del periodo altomedievale, i codici miniati contengono le uniche scene dipinte sopravvissute in quantità, sebbene molte scene siano sopravvissute dalle arti applicate, in particolare avori e talora bronzo fuso. Il periodo delle Opere di Cristo sembra ancora relativamente prominente rispetto all'Alto medioevo. Sebbene il Vangelo fosse il manoscritto miniato nel modo più sontuoso, l'enfasi era posta sulla raffigurazione dei ritratti degli evangelisti, mentre un numero esiguo conteneva cicli narrativi; questi sono infatti più comuni nei salteri e in altri tipi di libro, specialmente dell'arte romanica. Laddove c'erano cicli di illustrazioni nei codici miniati, questi erano normalmente raccolti all'inizio del libro o dei Vangeli, piuttosto che apparire in tutto il testo nei punti rilevanti, cosa che difficilmente accadde nei manoscritti occidentali e che comparve tardi anche nelle Bibbie stampate. In Oriente, ciò era più comune: il Vangelo presente nel Codex Sinopensis del VI secolo include una miniatura senza cornice in fondo a ogni pagina sopravvissuta, secondo uno stile di illustrazione dei Vangeli che continuò a essere presente nei successivi evangeliari greci e che obbligava l'artista a dedicare più immagini alle Opere. Scene con miracoli si trovavano più spesso nei cicli della vita di San Pietro e di altri apostoli, dai sarcofagi tardoantichi ai Cartoni di Raffaello.
A livello pittorico, la Vita veniva spesso rappresentata su un lato di una chiesa, abbinata a scene dell'Antico Testamento sull'altro, quest'ultime solitamente scelte per prefigurare quelle del Nuovo secondo la tipologia teologica. Tali schemi furono in seguito chiamati dagli storici dell'arte la Bibbia dei poveri (e in forma di libro Biblia pauperum), ed erano molto comuni, sebbene la maggior parte sia ora scomparsa. Dopoché il vetro colorato divenne importante nell'arte gotica, esso fu utilizzato solitamente con un piccolo medaglione per ogni scena, che richiedeva una composizione molto compressa. Gli affreschi delle pareti della Cappella Sistina, che mostrano le vite di Cristo e Mosè, sono una variante fuori dall'ordinario.
A partire dal XV secolo, le stampe contenevano dapprima delle scene, poi interi cicli, che erano anche uno dei soggetti più comuni per i quaderni. Albrecht Dürer realizzò un totale di tre cicli di stampa della Passione di Cristo: grandi cicli (7 scene prima del 1500, con altre 5 nel 1510) e piccoli (36 scene nel 1510), in xilografia, e uno in incisione (16 scene, prodotte dal 1507 al 1512). Questi furono replicati in tutta Europa e spesso usati come modelli da pittori meno ambiziosi. Le scene della Passione di Cristo, dell'Avvento e del Trionfo di Cristo di Hans Memling sono esempi di oltre venti scene, rappresentate in un'unica immagine come vista aerea di Gerusalemme.
Nelle aree protestanti la produzione dei dipinti della Vita cessò molto presto dopo la Riforma. Tuttavia, le stampe e le illustrazioni dei libri erano tollerate, in quanto libere dal sospetto di idolatria. Cionondimeno, vi furono sorprendentemente pochi cicli della Vita. Lucas Cranach il Vecchio realizzò un famoso insieme apologetico di scene della Passione di Cristo e dell'Anticristo (1521), in cui 13 coppie di xilografie abbinate contrapponevano una scena della Vita a una scena anticattolica. Per il resto, erano più di frequente rappresentate scene dell'Antico Testamento e parabole.

#### Parabole

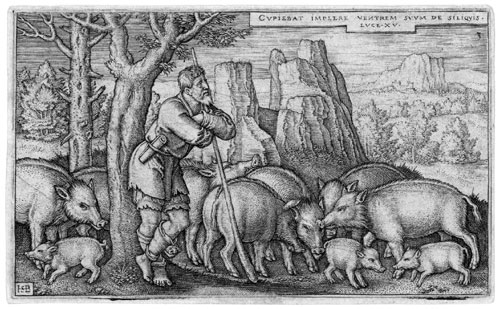
Incisione di Hans Sebald Beham della Parabola del figliol prodigo con i suoi maiali (1536).

Delle circa trenta parabole di Gesù nei Vangeli canonici, quattro furono mostrate nell'arte medievale quasi escludendo le altre, ma normalmente non mescolate con le scene narrative della Vita, con l'eccezione della pagina del Salterio di Eadwine (Canterbury, metà del XII secolo), qui illustrato. Questi erano: le vergini sagge e stolte, Lazzaro e il ricco epulone, il figliol prodigo e il buon samaritano. Gli operai della vigna compaiono anche in opere altomedievali.
Dal Rinascimento, il numero di scene mostrate aumentò leggermente e le tre principali del figliol prodigo -la vita alta, la pastorizia dei maiali e il ritorno- divennero le preferite. Albrecht Dürer realizzò una famosa incisione del Figliol prodigo tra i maiali (nel 1496), un soggetto popolare nel Rinascimento nordico, mentre Rembrandt rappresentò la storia più volte, sebbene in almeno una delle sue opere, Il figliol prodigo nella taverna, raffigurò un ritratto di se stesso "come" il Figlio, che si diverte con sua moglie: come in altre opere d'arte, ciò era un modo per nobilitare una scena di allegra compagnia in una generica taverna. Il suo Ritorno del figliol prodigo (1662, Museo dell'Ermitage di San Pietroburgo) è una delle sue opere più popolari.